# Тёщино место

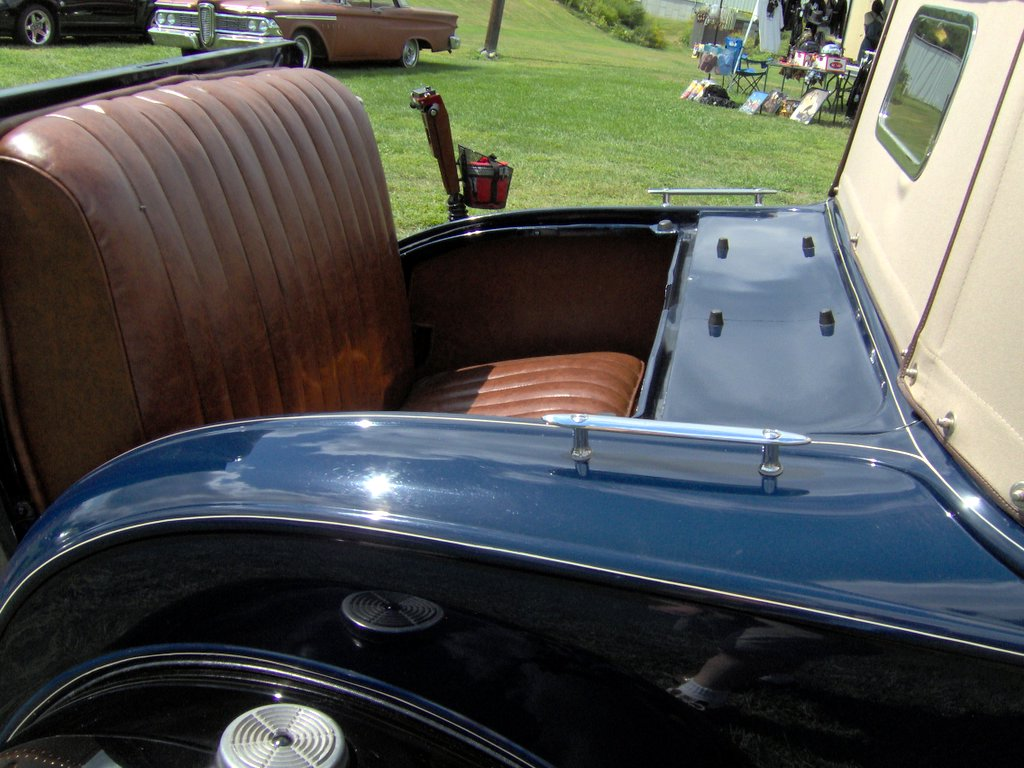

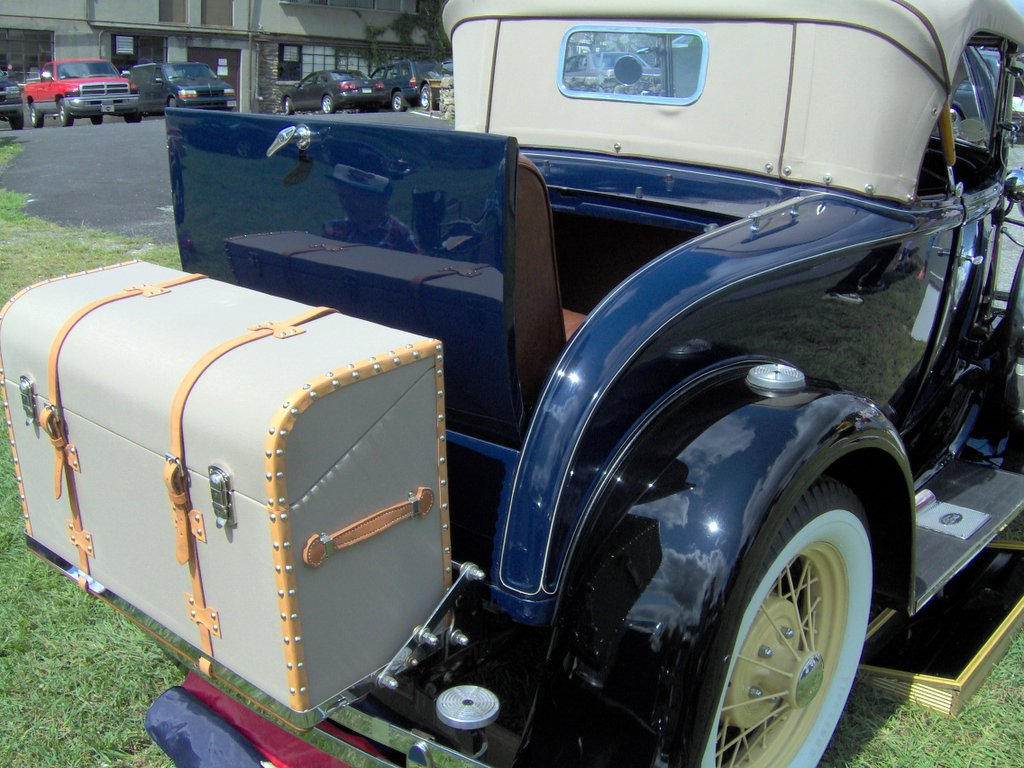
«Тёщино место» на Ford Model A

«Тёщино ме́сто» (нем. Schwiegermuttersitz, англ. Rumble seat) — в некоторых автомобилях 1920-х — 1940-х годов (преимущественно с кузовами купе и родстер) дополнительное открытое сиденье в задней части автомобиля, которое могло складываться, причём спинка этого сиденья служила и крышкой всего отсека «тёщиного места».
«Тёщино место» малокомфортабельно и опасно, поэтому на современных автомобилях его не делают.
По-венгерски «тёщиным сидением» (anyósülés) называют место рядом с водителем. По одной версии, зятьям свойственно угождать тёщам, отчего те привыкают сидеть спереди, по другой — название связано с тем, что по статистике аварий это место наиболее опасно.